# Povl Engelstoft
Povl Engelstoft, född den 4 oktober 1876 i Vissenbjerg, död den 9 juni 1961, var en dansk historiker. Han var sonson till Christian Thorning Engelstoft.
Engelstoft blev student från Roskilde Katedralskole 1895 och candidatus magisterii 1906 med historia som huvudämne. Han fick universitetets guldmedalj 1907 för avhandlingen Rigsrådets historie 1448-1588. 
Bortsett från Haandbog i Danmarks politiske Historie fra Freden i Kiel til vore Dage (skriven tillsammans med F.W. Wendt, 1934), skrev han inte något större historiskt verk, men var i gengäld flitig bidragsgivare av artiklar till bland annat Historisk Tidsskrift, Det danske Folks Histore (band VII-VIII, 1926-29), Festskrift til Kr. Erslev (1927, med uppsatsen Skellet i Danmarks Historie efter 1864) och Den danske Rigsdag 1849-1949 I—II (1949-51).
Han var redaktör och medredaktör av flera större uppslagsverk, bland andra Hagerups Konversationsleksikon (3:e och 4:e upplagan), Weilbachs Kunstnerleksikon (3:e upplagan) och Jens Peter Traps Danmark (5:e upplagan). Viktigast var redaktörskapet för Dansk Biografisk Leksikon där han tillsammans med Svend Dahl redigerade 2:a upplagan och själv bidrog med en lång rad biografier.
Han blev 1937 medlem av Det kongelige danske Selskab for Fædrelandets Historie, för vilket sällskap han tillsammans med Povl Bagge och Johannes Lomholt-Thomsen utgav Danske politiske Breve fra 1830erne og 1840erne (4 band, 1945-58). Han var tillika medlem av den danska kommittén för Historikernes internationale Samarbejde från 1931 och av styrelsen för Samfundet for Dansk Genealogi og Personalhistorie från 1948 samt för Fynsk Hjemstavnsforening for København og Omegn 1930-31 och blev hedersmedlem av Roskildensersamfundet 1946.